# Plamki Forchheimera
Plamki Forchheimera – objaw różyczki nazwany od nazwiska Fredericka Forchheimera. Są to małe czerwone plamki (wybroczyny) na podniebieniu miękkim u 20% pacjentów. Poprzedzają pojawienie się wysypki różyczkowej lub jej towarzyszą. Nie są objawem patognomonicznym gdyż podobne objawy można spotkać w odrze i szkarlatynie.